# 小林裕幸 (アナウンサー)
小林 裕幸（こばやし ひろゆき、1939年10月12日 - ）は、函館大学非常勤講師。元札幌テレビアナウンサー。

## 経歴
- 北海道札幌南高等学校、上智大学を卒業後、1963年に札幌テレビ放送へ入社[1]。
- 1980.7 アナウンス部課長[1]
- 1988.7 アナウンス部長[1]
  - 自社の後進の採用、養成教育。NNS30局アナウンサー教育研修講師
- 1992.7 番組審議会事務局長・視聴者相談室長
- 1994.7 函館放送局長[1][3]
- 1999.10.31 同社定年退職
- 1989-2012 特技の英会話を生かし、北星学園女子短期大学、札幌大学外国語学部、北海学園大学人文学部、北海道文教大学非常勤講師などを務めた[1][4]
- 2000.4 函館大学非常勤講師[1]
- 2005 函館大学教授[1]
- 2012 函館大学非常勤講師[1]

## アナウンサー時代の担当番組
- スポーツ中継を中心に、ニュース報道やラジオのディスクジョッキ番組を担当[4]。札幌冬季オリンピックでは、日本民間放送代表として70メートル級、純ジャンプ金・銀・銅独占を担当[4][5]。その他プロ野球中継、ゴルフ、サッカー、アイスホッケー等を担当[1]。
- 夜のディスクパーティー
- アタックヤング（1970.10-1973.3）
- オハヨー!ほっかいどう（初代土曜 1975.4-?）
- STVアタックナイター
- サンデージャンボスペシャル[注釈 1]
- ナイスガイジョッキー

## 著書
- 函館をめぐる人物史[1]
- 放送用語ハンドブック[1]

## 同期のアナウンサー
- 青木亮、長南敏雄、水野政廣、木村信子、清水祐子、八木沢瑠美